# Enoch Wedgwood
 (juillet 2017).
Si vous disposez d'ouvrages ou d'articles de référence ou si vous connaissez des sites web de qualité traitant du thème abordé ici, merci de compléter l'article en donnant les références utiles à sa vérifiabilité et en les liant à la section « Notes et références ».
Pour les articles homonymes, voir Wedgwood.
Enoch Wedgwood (1813-1879) était un industriel britannique issu d'une famille de potiers. Il a fondé en 1860 Wedgwood  & Co, une entreprise de porcelaine et de faïence à Tunstall, un quartier de Stoke-on-Trent.
Wedgwood se maria avec Jane Mattinson (1814-1880) en 1837. Ils eurent quatre enfants, dont un qui est mort avant son premier anniversaire :
- Edmund Mattinson Wedgwood (1840-1904), potier.
- Charlotte (1843-?)
- Alfred Joseph Wedgwood (1845-1846) mort avant son premier anniversaire.
- Alfred Enoch Wedgwood (1850-1894), potier.

## Histoire deWedgwood  & Coet relations avecJosiah Wedgwood & Sons
Enoch Wedgwood était le cousin éloigné de Josiah Wedgwood, le fondateur de Josiah Wedgwood & Sons, une autre entreprise de porcelaine et de faïence qui existe toujours aujourd'hui et qui contribua aux débuts de la révolution industrielle britannique. Les deux entreprises n'étaient toutefois pas liées et étaient exploitées chacune de leur côté.
Wedgwood & Co fut renommé Enoch Wedgwood (Tunstall) Ltd en 1965. En 1980, l'entreprise fut finalement rachetée par Josiah Wedgwood & Sons, qui la renomma Unicorn Pottery.